# Port lotniczy Czokurdach
Port lotniczy Czokurdach (IATA: CKH, ICAO: UESO) – port lotniczy położony 1 km na zachód od Czokurdachu, w Jakucji, w Rosji.

## Kierunki lotów i linie lotnicze
| Linia lotnicza   | Kierunek  |
| ---------------- | --------- |
| Yakutia Airlines | 1. Jakuck |